# Steffen Baumgart
Steffen Baumgart (Rostock, Alemania del Este; 5 de enero de 1972) es un exfutbolista y entrenador alemán.Actualmente dirige al Union Berlin de la Bundesliga.
Como futbolista se desempeñó de delantero. Pasó toda su carrera en su país, y anotó 29 goles en 225 partidos en la Bundesliga, y 36 goles en 142 encuentros en la 2. Bundesliga.

## Trayectoria

### Como jugador
Baumgart comenzó su carrera profesional en el Hansa Rostock en 1995. Después de dos años ininterrumpidos, jugó tres temporadas en el Hansa Rostock, donde marcó 32 goles en 185 partidos. En 2002 fichó por el Union Berlin, donde jugó dos años en el Stadion An der Alten Försterei, donde se convirtió en el favorito del público. En 2004, el club descendió de la 2. Bundesliga y terminó en la 17.ª posición.
Más tarde, fichó por el Energie Cottbus en una transferencia gratuita donde logró el ascenso a la Bundesliga en 2006. El 3 de enero de 2008, acordó la rescisión mutua del contrato.El 22 de enero, el 1. FC Magdeburgo anunció que había firmado un contrato hasta junio del mismo año con una opción para una temporada más. Después de que el club no lograra clasificarse para la nueva 3. Liga, dejó al equipo para jugar en el Germania Schöneiche, un club cerca de Berlín.

### Como entrenador
El 31 de marzo de 2009, Baumgart inició su carrera como entrenador cuando asumió al frente del 1. FC Magdeburgo y firmó un contrato hasta el final de la temporada.Si bien ganó la Copa de Sajonia-Anhalt, no pudo mejorar los resultados de su predecesor. Tras una serie de malos resultados, en la reanudación de la liga, Baumgart fue despedido en marzo de 2010.
Luego de un paso como asistente en el Hansa Rostock, fue anunciado en 2014 como técnico del SSV Köpenick-Oberspree, equipo de la liga regional de Berlín. Después de que no pudiera evitar el descenso, fue relevado de sus funciones al final de la temporada. En julio de 2015, se convirtió en entrenador del Berliner AK 07, con el que al final de la temporada consiguió el segundo puesto en la Regionalliga Nordost. El 31 de agosto de 2016, el club anunció la rescisión del contrato.
En abril de 2017, fue presentado como entrenador del SC Paderborn 07 de la 3. Liga.Unos meses más tarde, el club ascendió a la 2. Bundesliga después de haber finalizado en la segunda colocación de la competencia.En 2019, devolvió al equipo a la Bundesliga después de años de ausencia.Sin embargo, el Paderborn terminaría la temporada en el último lugar, lo que provocó su descenso a la segunda división.En abril de 2021, se anunció que no renovaría su contrato por lo que abandonó el club al final de la temporada.
El 11 de mayo de 2021, el Colonia anunció su contratación para la temporada 2021-22 con un contrato de 2 años.Al alcanzar el séptimo puesto en la clasificación, se clasificó para los play-offs de la UEFA Europa Conference League, que ganó cómodamente y pasó a la fase de grupos.Después de cinco partidos sin ganar, fue despedido de su cargo en diciembre de 2023 con el club ubicado en puestos de descenso.
En febrero de 2024, asumió al frente del Hamburgo S.V. en reemplazo de Tim Walter con la misión de devolver al equipo a la máxima categoría.No obstante, el club culminó en el cuarto lugar de la 2. Bundesliga. Después de 20 puntos en los primeros 13 partidos de la temporada 2024-25, fue liberado de su contrato a finales de noviembre de 2024.
El 30 de diciembre de 2024, fue oficializado como técnico del Union Berlin.

## Clubes

### Como jugador
| Club                | País                          | Año       |
| ------------------- | ----------------------------- | --------- |
| PSV Schwerin        | República Democrática Alemana | 1988-1991 |
| SpVg Aurich         | Alemania                      | 1991-1994 |
| Hansa Rostock       | Alemania                      | 1994-1998 |
| VfL Wolfsburgo      | Alemania                      | 1998-1999 |
| Hansa Rostock       | Alemania                      | 1999-2002 |
| Union Berlin        | Alemania                      | 2002-2004 |
| Energie Cottbus     | Alemania                      | 2004-2008 |
| 1. FC Magdeburgo    | Alemania                      | 2008      |
| Germania Schöneiche | Alemania                      | 2008-2009 |

### Como entrenador
| Club           | País     | Año           | PJ  | PG  | PE  | PP  | Rendimiento |
| -------------- | -------- | ------------- | --- | --- | --- | --- | ----------- |
| Magdeburgo     | Alemania | 2009-2010     | 34  | 13  | 9   | 12  | 47.06%      |
| Berliner AK 07 | Alemania | 2015-2016     | 41  | 25  | 11  | 5   | 69.92%      |
| SC Paderborn   | Alemania | 2017-2021     | 166 | 76  | 39  | 51  | 53.61%      |
| Colonia        | Alemania | 2021-2023     | 98  | 31  | 31  | 36  | 42.17%      |
| Hamburgo S.V.  | Alemania | 2024          | 27  | 12  | 7   | 8   | 53.08%      |
| Union Berlin   | Alemania | 2024-presente | 20  | 7   | 6   | 7   | 45%         |
| Total          | Total    | Total         | 386 | 164 | 103 | 119 | 51.38%      |